# میلارد همپتون
میلارد همپتون (انگلیسی: Millard Hampton؛ زادهٔ ۸ ژوئیه ۱۹۵۶) دونده اهل ایالات متحده آمریکا بود.
وی در مسابقات کشوری و بین‌المللی در مجموع برندهٔ ۱ مدال طلا، ۱ مدال نقره شده‌است.